# Ошмарина, Таисия Афанасьевна
Таисия Афанасьевна Ошмарина (20 января 1927, Уральская область — 2 декабря 1992, Канск, Красноярский край) — советский хозяйственный, государственный и политический деятель, Герой Социалистического Труда (1966).

## Биография
Таисия Афанасьевна Ошмарина родилась 20 января 1927 года в крестьянской семье в селе Тахтарово Шумихинского района Уральской области РСФСР, ныне Курганская область. Её отец и брат — участники Великой Отечественной войны.
В 1942 году работала на разгрузке текстильного оборудования, которое пришло в Канск из Высоковска (Высоковская мануфактура), потом определилась в прядильный цех, где училась на помощника мастера Канского хлопчатобумажного комбината Министерства лёгкой промышленности РСФСР, обслуживала трепальные и чесальные машины, выпускавшие ткани для нужд фронта.
Член КПСС.
8 февраля 1966 года представлен на соискание звания Героя Социалистического Труда решением № 29 заседания бюро Красноярского крайкома КПСС. Указом Президиума Верховного Совета СССР от 9 июня 1966 года за выдающиеся заслуги в выполнении заданий семилетнего плана и достижение высоких технико-экономических показателей по производству тканей, трикотажа, обуви, швейных изделий и другой продукции лёгкой промышленности присвоено звание Героя Социалистического Труда с вручением ордена Ленина и золотой медали «Серп и Молот».
По итогам работы в 8-й пятилетке она была награждена орденом Октябрьской Революции.
Избиралась депутатом Верховного Совета РСФСР 6-го и 7-го созывов, Канского городского Совета депутатов, делегатом XXIV съезда КПСС (1971).
С 1982 года — на пенсии.
Жила в городе Канске. 
Таисия Афанасьевна Ошмарина умерла 2 декабря 1992 года в городе Канске Красноярского края.

## Награды
- Герой Социалистического Труда, 9 июня 1966 года
  - Орден Ленина № 357118
  - Медаль «Серп и Молот» № 13798
- Орден Октябрьской Революции, 5 апреля 1971 года
- Медали
- Почётный гражданин города Канска, октябрь 1986 года[4]

## Память
Мемориальная доска, установлена на фасаде здания бывшего заводоуправления Канского хлопчатобумажного комбината, декабрь 2019 года.